# دن برن (بازیکن فوتبال)
دن برن (انگلیسی: Dan Burn؛ زادهٔ ۹ مهٔ ۱۹۹۲) بازیکن فوتبال اهل بریتانیا است.
از باشگاه‌هایی که در آن بازی کرده‌است می‌توان به باشگاه فوتبال فولام، باشگاه فوتبال دارلینگتون، باشگاه فوتبال یئوویل تاون، باشگاه فوتبال ویگان اتلتیک، و باشگاه فوتبال بیرمنگام سیتی اشاره کرد.